# Mioza
Mioza (łac. miosis) – objaw medyczny określający zwężenie źrenicy oka. Jest jednym z objawów wchodzących w skład zespołu Hornera, występuje też pod wpływem leków (opiatów, pilokarpiny) i w uszkodzeniu mostu. W starszym wieku zdolność źrenic do rozszerzania się w reakcji na ciemność jest osłabiona lub zniesiona.
Objaw Argylla Robertsona to wąska i nieregularna źrenica, ze zniesioną reakcją na światło i zachowaniem reakcji na nastawność. Uważany za objaw lokalizujący zmiany w śródmózgowiu, klasycznie opisywany był w kile trzeciorzędowej.
Przeciwnym objawem jest mydriasis. Nierówność źrenic określana jest jako anizokoria.